# Cosmo Duff-Gordon
Sir Cosmo Edmund Duff-Gordon (Londra, 22 luglio 1862 – Londra, 20 aprile 1931) è stato uno schermidore britannico, vincitore di una medaglia d'argento nella scherma ai giochi intermedi di Atene del 1906 (non riconosciuti dal CIO).

## Biografia
Sir Cosmo Edmund Duff-Gordon era figlio di Cosmo Lewis Duff-Gordon e di Anna Maria Antrobus. Proprietario terriero e noto sportivo, rappresentò la Gran Bretagna ai Giochi Olimpici del 1906, dove vinse la medaglia d'argento nella spada a squadre, e ai Giochi Olimpici del 1908.
Duff-Gordon fu uno dei fondatori della "London Fencing League", membro del "Bath Club" e del "Royal Automobile Club".
Portava il titolo di quinto baronetto di Halkin, che gli derivava da una licenza reale conferita a un suo prozio nel 1813 come riconoscimento del suo aiuto alla Corona durante la guerra d'indipendenza spagnola. Nel 1772, la sua famiglia aveva fondato in Spagna le cantine di sherry Duff-Gordon.
Nel 1900 Cosmo Duff-Gordon sposò una nota stilista di moda, nota come "Lucile", nata Lucy Christiana Sutherland, la quale, da quel momento, firmerà i suoi lavori di costumista teatrale (e poi cinematografica) come Lady Duff-Gordon. Il matrimonio mise in subbuglio l'alta società londinese, perché la moglie era una divorziata.

## RMSTitanic
I coniugi Duff-Gordon, insieme alla loro segretaria Laura Francatelli, furono nel 1912 tra i sopravvissuti allo storico naufragio del RMS Titanic. Moltissime tra le donne che viaggiavano in terza classe non riuscirono a raggiungere il ponte dove si trovavano le lance di salvataggio e perirono nel naufragio. Il fatto di essere stato uno dei passeggeri di sesso maschile della prima classe della nave che si erano salvati, nonostante il comandante Smith avesse ordinato di caricare sulle scialuppe prima donne e bambini, provocò, al rientro dei superstiti, una serie di voci e pettegolezzi secondo cui Duff-Gordon aveva corrotto l'equipaggio della sua lancia di salvataggio. La commissione che doveva indagare sul disastro lo liberò da ogni accusa, con il suo nome che venne pienamente riabilitato di fronte all'opinione pubblica.

## Morte
Cosmo Duff-Gordon morì per cause naturali il 20 aprile 1931, tre mesi prima del suo sessantanovesimo compleanno. Fu sepolto al cimitero di Brookwood, vicino a Woking, nel Surrey in Inghilterra.

## Ascendenza
|                                          |                   |                                    | Genitori                                    |  |  | Nonni |  |  | Bisnonni                            |  |  | Trisnonni                                |  |
|                                          |                   |                                    |                                             |  |  |       |  |  | 8. Alexander Gordon, lord Rockville |  |  | 16. William Gordon, II conte di Aberdeen |  |
|                                          |                   |                                    |                                             |  |  |       |  |  | 8. Alexander Gordon, lord Rockville |  |  | 16. William Gordon, II conte di Aberdeen |  |
|                                          |                   | 17. Anne Gordon                    |                                             |  |  |       |  |  | 8. Alexander Gordon, lord Rockville |  |  |                                          |  |
| 4. William Duff-Gordon, II baronetto     |                   |                                    |                                             |  |  |       |  |  | 8. Alexander Gordon, lord Rockville |  |  |                                          |  |
|                                          |                   | 9. Anne Duff                       | 18. William Duff                            |  |  |       |  |  |                                     |  |  |                                          |  |
|                                          |                   | 9. Anne Duff                       | 18. William Duff                            |  |  |       |  |  |                                     |  |  |                                          |  |
|                                          |                   | 9. Anne Duff                       | 19. Elizabeth Dalrymple                     |  |  |       |  |  |                                     |  |  |                                          |  |
| 2. Cosmo Lewis Duff-Gordon               |                   | 9. Anne Duff                       |                                             |  |  |       |  |  |                                     |  |  |                                          |  |
|                                          |                   | 10. George Cornewall, II baronetto | 20. George Amyand, I baronetto              |  |  |       |  |  |                                     |  |  |                                          |  |
|                                          |                   | 10. George Cornewall, II baronetto | 20. George Amyand, I baronetto              |  |  |       |  |  |                                     |  |  |                                          |  |
|                                          |                   | 10. George Cornewall, II baronetto | 21. Anna Maria Korteen                      |  |  |       |  |  |                                     |  |  |                                          |  |
| 5. Caroline Cornewall                    |                   | 10. George Cornewall, II baronetto |                                             |  |  |       |  |  |                                     |  |  |                                          |  |
|                                          |                   | 11. Catherine Cornewall            | 22. Velters Cornewall                       |  |  |       |  |  |                                     |  |  |                                          |  |
|                                          |                   | 11. Catherine Cornewall            | 22. Velters Cornewall                       |  |  |       |  |  |                                     |  |  |                                          |  |
|                                          |                   | 11. Catherine Cornewall            | 23. Catherine Hanbury                       |  |  |       |  |  |                                     |  |  |                                          |  |
| 1. Cosmo Edmund Duff-Gordon, V baronetto |                   | 11. Catherine Cornewall            |                                             |  |  |       |  |  |                                     |  |  |                                          |  |
|                                          | 12. John Antrobus | 24. Philip Antrobus                |                                             |  |  |       |  |  |                                     |  |  |                                          |  |
|                                          | 12. John Antrobus | 24. Philip Antrobus                |                                             |  |  |       |  |  |                                     |  |  |                                          |  |
|                                          | 12. John Antrobus | 25. Mary Rowley                    |                                             |  |  |       |  |  |                                     |  |  |                                          |  |
| 6. Edmund Antrobus, II baronetto         | 12. John Antrobus |                                    |                                             |  |  |       |  |  |                                     |  |  |                                          |  |
|                                          |                   | 13. Anne Crawfurd                  | 26. Gibbs Crawfurd                          |  |  |       |  |  |                                     |  |  |                                          |  |
|                                          |                   | 13. Anne Crawfurd                  | 26. Gibbs Crawfurd                          |  |  |       |  |  |                                     |  |  |                                          |  |
|                                          |                   | 13. Anne Crawfurd                  | 27. Anna Payne                              |  |  |       |  |  |                                     |  |  |                                          |  |
| 3. Anna Maria Antrobus                   |                   | 13. Anne Crawfurd                  |                                             |  |  |       |  |  |                                     |  |  |                                          |  |
|                                          |                   | 14. Hugh Primrose Lindsay          | 28. James Lindsay, V conte di Balcarres     |  |  |       |  |  |                                     |  |  |                                          |  |
|                                          |                   | 14. Hugh Primrose Lindsay          | 28. James Lindsay, V conte di Balcarres     |  |  |       |  |  |                                     |  |  |                                          |  |
|                                          |                   | 14. Hugh Primrose Lindsay          | 29. Anne Dalrymple                          |  |  |       |  |  |                                     |  |  |                                          |  |
| 7. Anne Lindsay                          |                   | 14. Hugh Primrose Lindsay          |                                             |  |  |       |  |  |                                     |  |  |                                          |  |
|                                          |                   | 15. Jane Gordon                    | 30. Alexander Gordon, lord Rockville (= 8.) |  |  |       |  |  |                                     |  |  |                                          |  |
|                                          |                   | 15. Jane Gordon                    | 30. Alexander Gordon, lord Rockville (= 8.) |  |  |       |  |  |                                     |  |  |                                          |  |
|                                          |                   | 15. Jane Gordon                    | 31. Anne Duff (= 9.)                        |  |  |       |  |  |                                     |  |  |                                          |  |
|                                          |                   | 15. Jane Gordon                    |                                             |  |  |       |  |  |                                     |  |  |                                          |  |